# Nokia 2700 Classic
Nokia 2700 Classic (сокращённо Nokia 2700c) — бюджетный четырёхдиапазонный мобильный телефон фирмы Nokia, выпущенный в 2009 году. Модификация с поддержкой UMTS имеет обозначение Nokia 2730.

## Внешний вид
Поставляется в корпусе чёрного цвета с пластмассовой окантовкой под металл. На передней панели находятся дисплей, стандартная телефонная клавиатура, микрофон и речевой динамик. На задней грани — съемная крышка, объектив камеры в верхней части и динамик в нижней. На верхней грани находятся аудиоразъем 3,5 мм и разъемы для подключения зарядного устройства и кабеля USB, на правой — гнездо для карт microSD, на левой — отверстие для шнурка. Микрофон расположен не внизу корпуса, как у большинства моделей, а справа от клавиатуры, между клавишами «3» и «6».

## Память
Объём внутренней памяти телефона составляет 64 МБ. Имеется слот для карт microSD, в комплекте идёт карта объёмом 1 ГБ. Официально заявлена поддержка карт ёмкостью до 2 ГБ, однако на практике телефон может работать с картами памяти объёмом до 16 ГБ.

## Аккумулятор и время работы
Телефон укомплектован аккумуляторной батареей BL-5C ёмкостью 1050 мА·ч. Производителем заявлено следующее время работы:
- режим разговора — до 6,4 часов;
- режим ожидания — до 12 дней;
- режим просмотра видео — до 4 часов;
- режим записи видео — до 1 часа;
- режим воспроизведения музыки — до 12 часов.

## Отзывы в прессе
В обзорах телефон был оценен, как в целом неплохой для данного ценового диапазона. Достоинствами названы высокое качество связи, удобный интерфейс пользователя, качество сборки корпуса, хорошая для телефона в таком ценовом диапазоне камера, разъем 3,5 мм, высокая производительность в Java-играх, громкие динамики и мощный вибровызов; недостатками — нестандартный разъем кабеля для подключения к компьютеру,  отсутствие режима Active Standby, клавиш регулировки громкости и управления медиаплеером, не очень большой, не самый лучший, легко пачкающийся дисплей.